# Katholische Bartholomäuskirche (Rödelsee)

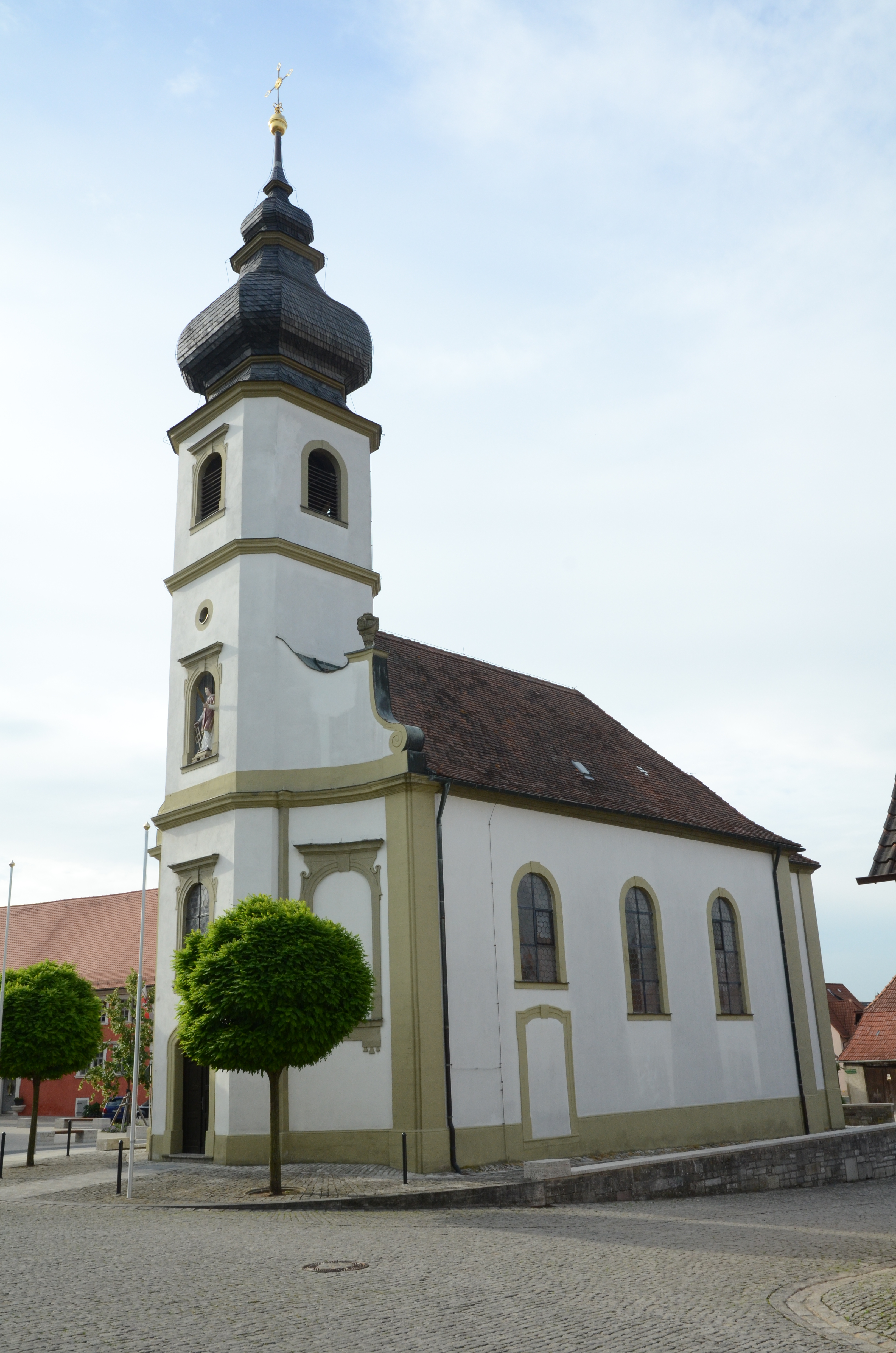
Die katholische Kirche in Rödelsee

Die Bartholomäuskirche in der Dorfmitte des unterfränkischen Ortes Rödelsee ist das Gotteshaus für die katholische Gemeinde. Sie steht am Kirchenplatz gegenüber dem Schloss Crailsheim.

## Geschichte
Die frühesten Zeugnisse einer Kirche in Rödelsee sind aus dem Jahr 1190 überliefert. Otto, der Fürstbischof von Eichstätt, weihte die Kirche für das Bistum Würzburg. Vorher existierte wohl bereits ein Kirchlein im Ort. Ab dem 12. Jahrhundert besaß das Dorf seine eigene Pfarrei. Im 13. Jahrhundert nahmen die Beziehungen zum Benediktinerinnenkloster in Kitzingen zu.
Eine radikale Änderung geschah 1525, als das Dorf die Reformation Martin Luthers annahm. In der Folge wurden alle Einwohner des Ortes evangelisch. Erst mit dem Dreißigjährigen Krieg änderte sich die Situation wieder. Die vier Grundherren des Dorfes versuchten, ihre Macht am Fuße des Steigerwalds zu erweitern. Das Bistum Würzburg und das Kloster Ebrach vertraten hierbei die katholischen Bewohner des Ortes, die Grafschaft Castell und die Freiherren von Crailsheim nahmen sich der evangelischen Bevölkerung an.
Seit dem Jahr 1651 wurde das Gotteshaus von beiden Konfessionen als Simultankirche genutzt. Aufgrund fehlender Einigung bei der Instandhaltung des Gebäudes stürzte am 3. Februar 1770 der Turm ein und begrub das Gotteshaus unter sich. Beide Gemeinden planten deshalb, eine Nachfolgekirche zu errichten. Der evangelischen gelang dies zuerst. Das Gebäude entstand an der Stelle der alten Kirche und wurde dem heiligen Bartholomäus geweiht.
Der Kirchenneubau der katholischen Gemeinde erfolgte in den Jahren 1779 bis 1783 unter dem Architekten Adam Salomon Fischer. Das Gotteshaus bekam wieder das Patrozinium des heiligen Bartholomäus. Das Bayerische Landesamt für Denkmalpflege ordnet das Kirchengebäude als Baudenkmal unter der Nummer D-6-75-161-7 ein.

## Architektur

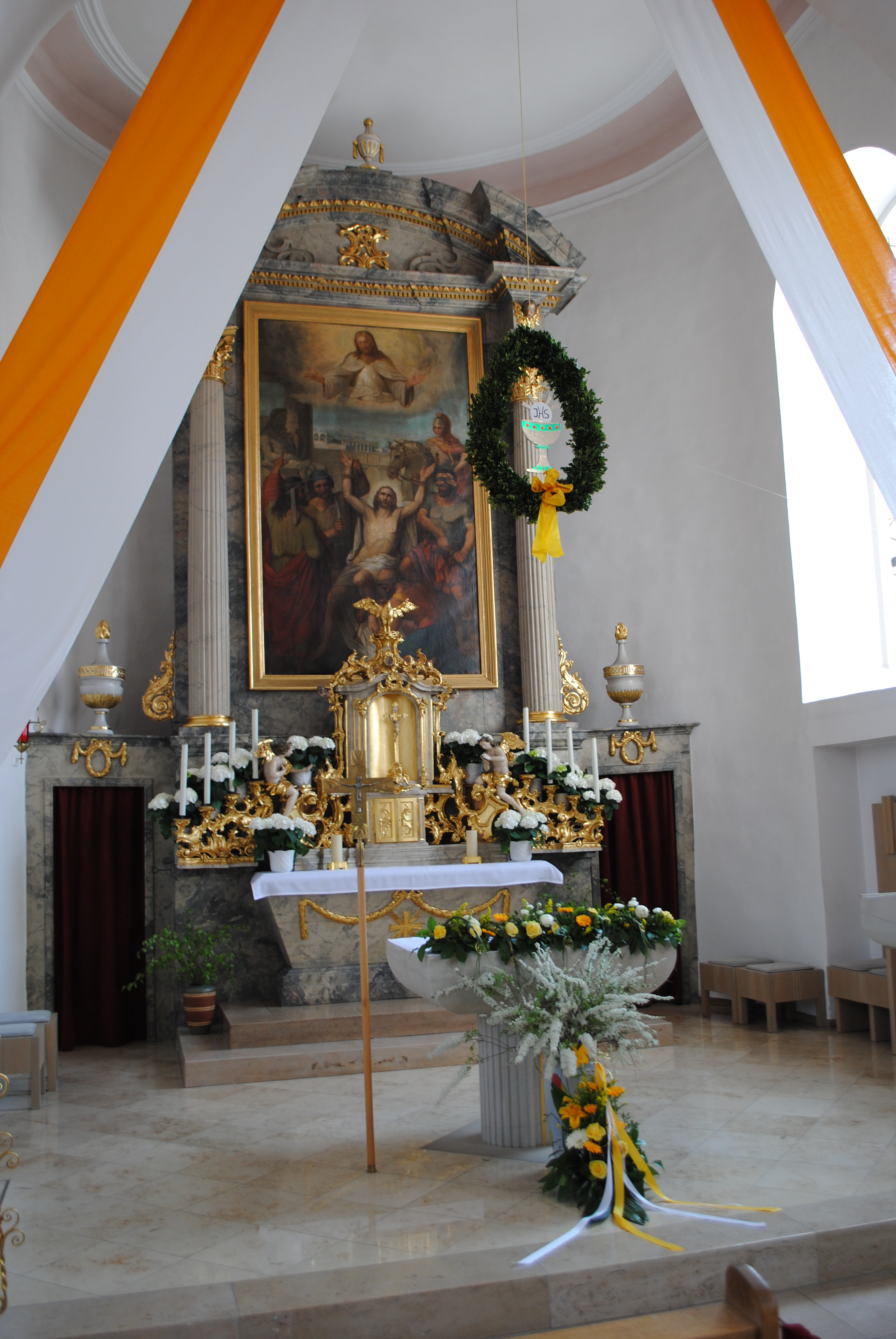
Der Hochaltar im Inneren

Die Kirche ist als Saalbau gestaltet. Sie weist eine Turmfassade auf. Drei Fensterachsen gliedern das Langhaus. Neben dem Hauptportal gibt es einen weiteren Eingang auf der linken Kirchenseite. Ein drittes Portal wurde zugemauert. Auch der Chor weist ein Fenster auf. Ein Ochsenauge schließt ihn hinten ab. Auf der Nordseite des Chores wurde eine Sakristei angebaut.
Der Turm hat drei Geschosse. Eine Figur des heiligen Bartholomäus ist in einer Frontnische des Turmes angebracht. Über dem kleinen Portal erkennt man ein Ochsenauge mit reicher Fensterrahmung. Zwei Blendfenster sind leicht zurückversetzt. Die Steine der Kirche entstammen größtenteils dem abgebrochenen Bergfried des Schwanbergs.

## Ausstattung
Im Zentrum der Kirche steht der Hochaltar. Er zeigt in seinem Altarbild das Martyrium des Bartholomäus, Säulen schließen es an den Seiten ab. Es entstand im Jahr 1850 und wurde von Georg Hanftmann gestaltet. Der Tabernakelumbau zeigt zwei anbetende Engel. Ein halbrunder Aufbau schließt den Altar ab. Der Zelebrationsaltar und der Ambo sind aus dem Jahr 1972. Ein Taufstein aus Muschelkalk wurde von Johann Walter gestaltet.
Der Chorbogen wird von einem barocken Triumphkreuz aus dem Jahr 1733 bekrönt. An der östlichen Chorwand erkennt man ein gotisches Vortragekreuz. Die restliche Ausstattung entstammt dem 18. bzw. 19. Jahrhundert. Maria und Josef wurden 1894 von Matthäus Schiestl geschaffen. Statuen der Heiligen Elisabeth und des Heiligen Kilian aus dem 18. Jahrhundert befinden sich ebenfalls im Langhaus. Vierzehn Kreuzwegstationen stammen aus dem Jahr 1861.